# Plecoptera zuboides
Plecoptera zuboides är en fjärilsart som beskrevs av Montague 1914. Plecoptera zuboides ingår i släktet Plecoptera och familjen nattflyn. Inga underarter finns listade i Catalogue of Life.